# Caroline Seger
Caroline Seger (Helsingborg, 1985. március 19. –) svéd női válogatott labdarúgó. A svéd bajnokságban érdekelt FC Rosengård középpályása.

## Sikerei, díjai

### Klubcsapatokban
Svéd bajnok (4):
- Linköpings (1): 2009
- FC Rosengård (2): 2011,[2] 2019
- Tyresö FF (1): 2012

 Svéd kupagyőztes (6):
- Linköpings (3): 2006, 2008, 2009
- FC Rosengård (3): 2016, 2017, 2018

 Svéd szuperkupagyőztes (2):
- Linköpings (1): 2009
- LdB FC Malmö (1): 2011

 Észak-amerikai bajnok (2):
- WPS bajnok (1):
  - Western New York Flash (1): 2011

 Francia bajnok (1):
- Olympique Lyon: 2016–17

 Francia kupagyőztes (1):
- Olympique Lyon: 2017

Bajnokok Ligája győztes (1):
- Olympique Lyon: 2016–17

### A válogatottban
Svédország
- Világbajnoki bronzérmes (2): 2011, 2019
- Olimpiai ezüstérmes (2): 2016, 2020[3]
- Algarve-kupa győztes: 2018

### Egyéni
- Az év játékosa (Gyémántlabda-díj): 2009, 2019